# 水素化インジウム
水素化インジウム(Indium trihydride)は、化学式InH3の無機化合物である。マトリックス分離法やレーザーアブレーションの実験で観察される。気相での安定性が予測されている。水素気体存在下でのインジウムのレーザーアブレーションにより、気相での赤外線スペクトルが得られている。水素化インジウムには、実用上の重要性はない。

## 化学的性質
固体の水素化インジウムは、インジウム原子がIn-H-In架橋結合で繋がる三次元ネットワーク重合体構造であり、この構造により、固体水素マトリックス上に生成したInH3やInD3のサンプルが温められると赤外線域でのバンド幅が広がることを説明できることが示唆されている。このような構造は、固体の水素化アルミニウムでも知られている。-90℃以上に加熱すると、水素化インジウムは分解してインジウム-水素合金と水素原子を生成する。2013年時点で、水素化インジウムを合成する既知の唯一の方法は、-90℃以下でのインダンの自己重合である。

## 他のインジウム水素化物

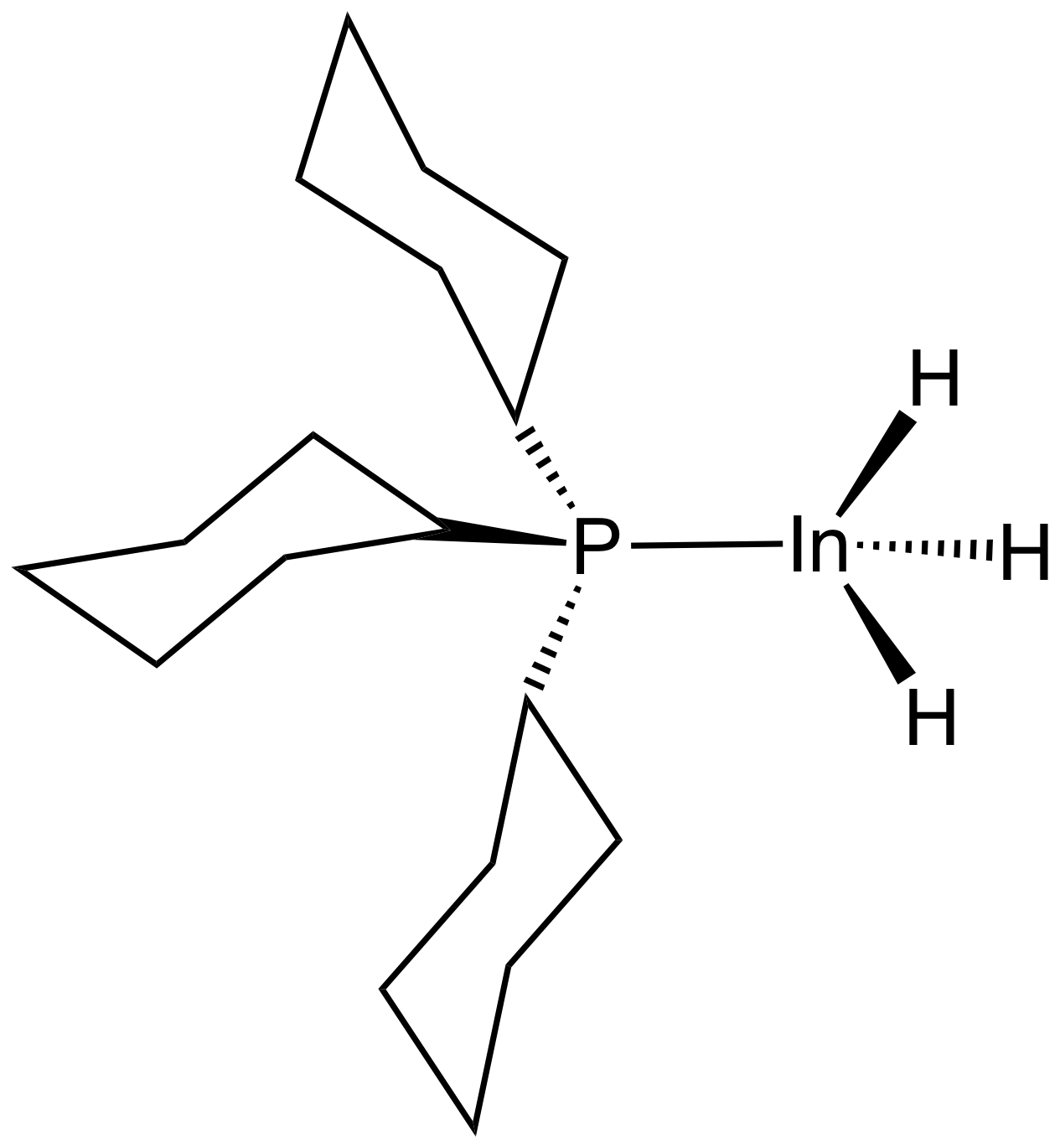
InH3とトリシクロヘキシルホスフィンの付加物の構造

In-H結合を持ついくつかの化合物が報告されている。2つの水素化リガンドが他のリガンドに置換されている錯体の例としては、(K+
)
3[K((CH
3)
2SiO)+
7][InH(CH
2C(CH
3)
3)−
3]
4とHIn(–C
6H
4–ortho-CH
2N(CH
3)
2)
2がある。
水素化インジウムは不安定であるが、化学量論的な付加物InH3Ln (n = 1または2)が知られている。アミンとの1:1の付加物は、Li+[InH4]−とトリアルキルアンモニウム塩の反応で作られる。トリメチルアミン錯体は-30℃以下または希薄溶液中でのみで安定である。トリシクロヘキシルホスフィン(PCy3)との1:1及び1:2の錯体は、結晶学的に調べられている。平均のIn-H長は168 pmである。また、NHC（N-ヘテロ環状カルベン）との付加物も知られている。